# Рожнов, Евгений Петрович
Евге́ний Петро́вич Рожно́в (1807—1875) — генерал-лейтенант Русской императорской армии, сенатор, Плоцкий и Варшавский гражданский губернатор.

## Биография
Происходил из дворян Екатеринославской губернии, родился 12 (24) февраля 1807 года.
По окончании курса в Екатеринославской губернской гимназии он в 1823 году вступил юнкером в Московский драгунский полк, из которого 24 февраля 1825 года с чином корнета перешёл в Лубенский гусарский полк.
В 1831 году, во время Польского восстания, Рожнов с этим полком был в делах против повстанцев, приняв участие в следующих сражениях: 9 апреля — в усиленной рекогносцировке и атаке генерал-майора Мандерштерна близ местечка Куфлева (за отличие в этом деле Рожнов 12 августа 1831 года произведён был в штабс-ротмистры), 13 апреля — в сражении под Минском, 13 мая — в стычке под Пясками, 14 мая — в преследовании армии повстанцев от Танин, между деревнями Замосцем и Ржекунем, до города Остроленки, причём был в генеральном сражении при Осеке на левом берегу реки Вислы, кончившемся полным поражением повстанцев; 3 августа — в авангардном деле армии при вытеснении повстанцев из Тополева (за участие в котором был награждён орденом св. Анны 4-й степени с надписью «За храбрость») и, наконец, 25, 26 и 27 августа — при штурме и взятии Варшавы (за последнее дело он получил орден св. Анны 3-й степени с бантом). Также за польскую кампанию он в 1832 году был награждён польским Знаком отличия за военное достоинство (Virtuti Militari) 4-й степени.
6 декабря 1834 года Рожнов был переведён в лейб-гвардии Гродненский гусарский полк, за время пребывания в котором был полковым адъютантом, получил чины ротмистра (6 декабря 1839 года) и подполковника за отличие (в 1846 году), несколько орденов и командовал эскадроном.
8 апреля 1848 года Рожнов был командирован в Чугуев для командования вновь составленным дивизионом из бессрочно-отпускных нижних чинов. Выполнив в несколько месяцев свою командировку, Рожнов вернулся к своему полку и здесь получил командование 3-м дивизионом.
В течение 1849 года Рожнов несколько месяцев командовал гвардейским дивизионом в Новгородской губернии, а в 1853 году был назначен командиром гусарского Его Величества Короля Вюртембергского полка и во время начавшейся в это время Крымской кампании находился в походе в Херсонскую губернию с 24 марта 1854 года по 2 мая 1856 года, однако в боевых делах участия не принимал.
27 марта 1855 года Рожнов был произведён в генерал-майоры, в 1858 году был перечислен в запасные войска армейской кавалерии, а в 1861 году был командирован наместником Царства Польского в Люблинскую губернию «для приведения в повиновение непослушных крестьян». В июне того же года Рожнов вступил в должность Плоцкого гражданского губернатора с правами бывших военных начальников, но, после происшедшего в 1861 г. вооружённого восстания в крае, принужден был оставить должности губернатора и военного начальника, так как 15 октября ему было поручено председательство в следственной комиссии, учреждённой в Варшавской Александровской цитадели, над политическими преступниками. Но место это, «выбор на которое был крайне затруднителен», по выражению военного министра генерал-адъютанта Н. О. Сухозанета в депеше, посланной императору Александру II, Рожнову занять не удалось, так как через несколько дней после своего назначения он сломал руку и таким образом должен был быть отчислен. Это обстоятельство поставило в затруднительное положение Сухозанета относительно выбора другого лица на такую должность, из которого, однако, он вышел, предписав принять её тайному советнику Казачковскому.
В 1862 году, выполнив хозяйственную командировку в Киев, Рожнов 4 июня был назначен директором Особой канцелярии при наместнике Царства Польского по делам военного положения, а в июле определён был состоять при наместнике, великом князе Константине Николаевиче, для особых поручений. В 1864 году, 7 января, Рожнов был назначен Варшавским гражданским губернатором. В бытность свою губернатором, Рожнову пришлось вести борьбу с действовавшим в то время революционным трибуналом. 4 апреля 1865 года произведён в генерал-лейтенанты.

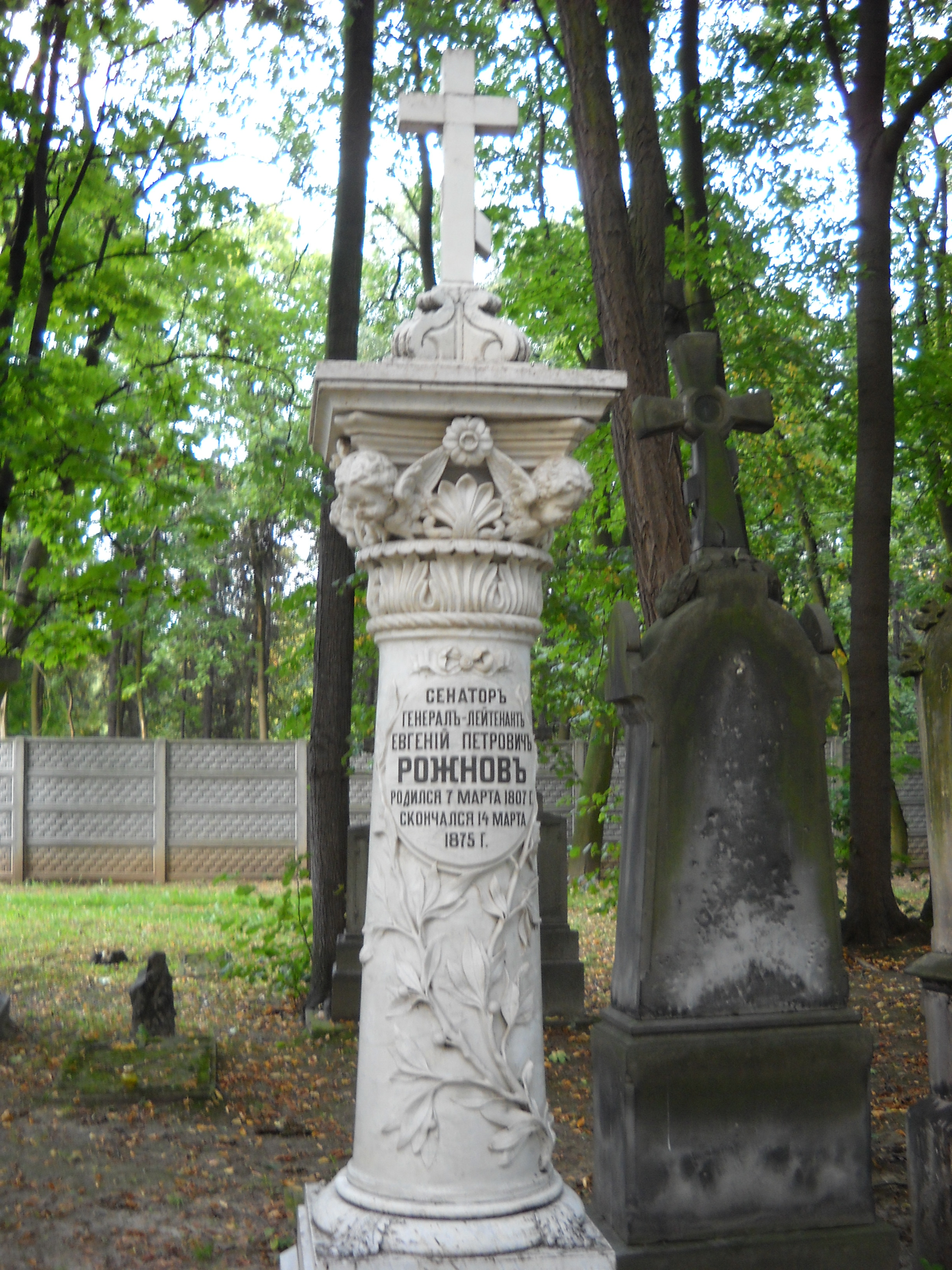
Памятник на могиле Рожнова на Вольском православном кладбище в Варшаве

В 1865 году Рожнов был назначен председателем Попечительного совета благотворительных заведений Царства и в этой должности пробыл до упразднения этого учреждения в 1870 году. Должность губернатора Рожнов занимал до 20 октября 1866 года, когда состоялось его назначение к присутствию в Варшавских департаментах Правительствующего сената; в 1870 году он председательствовал в особой Комиссии для рассмотрения проекта сметы хозяйственного управления Варшавы, в 1873 году — во вновь образовавшейся Комиссии для окончания расчетов Варшавы с казной; в 1873 году был назначен неприсутствующим сенатором и получил орден Белого Орла.
Последние годы своей жизни (с 1874 года) он был председателем особой Комиссии об изыскании способов возможного сокращения расходов казны на содержание Варшавской полиции. В феврале 1875 года, по случаю пятидесятилетия службы Рожнова в офицерских чинах, ему была пожалована табакерка, украшенная бриллиантами и портретом императора.
Среди прочих наград Рожнов имел ордена:
- Орден Святого Георгия 4-й степени (26 ноября 1851 года, за беспорочную выслугу 25 лет в офицерских чинах, № 8632 по списку Григоровича — Степанова).
- Орден Святого Станислава 1-й степени (1861 год)
- Орден Святой Анны 1-й степени с мечами (1863 год)
- Орден Святого Владимира 2-й степени (1869 год)

Умер 14 (26) марта 1875 года в Варшаве и погребён на Вольском православном кладбище.